# Annet Nakawunde Mulindwa
Pour les articles homonymes, voir Mulindwa.
Annet Nakawunde Mulindwa (née Annet Nakawunde), est une femme d'affaires et dirigeante d'entreprise en Ouganda, la troisième économie de la Communauté d'Afrique de l'Est. Elle est directrice générale et directrice générale (PDG) de Finance Trust Bank (en), un fournisseur de services financiers dont les actifs sont évalués à environ 92 millions de dollars américains, au 31 décembre 2020.

## Enfance et formation
Elle est née dans la région centrale de l’Ouganda vers les années 1960. Elle étudie dans les écoles primaires et secondaires locales avant d'entrer à l'Université de Makerere. Elle est diplômée de Makerere avec un Bachelor of Arts. Plus tard, elle obtient un diplôme d’études supérieures en gestion financière de l’Uganda Management Institute (en) (UMI) à Kampala. Plus tard encore, elle obtient une maîtrise en administration des affaires en finance, également de l'UMI.

## Carrière
Au début des années 1990, Mulindwa débute chez Pride Microfinance Limited (en) et rejoint ensuite Nile Bank Limited (en), avant de rejoindre Finance Trust Bank. Chez Finance Trust, elle occupe différents postes, notamment : responsable des opérations et de la conformité et responsable des opérations. Au fil du temps, elle est reconnue pour ses compétences en leadership et reçoit une formation complémentaire en leadership, en gestion et en résolution de problèmes. Le 3 avril 2012, elle est nommée directrice générale et PDG de ce qui est encore connu sous le nom d'Uganda Finance Trust, une institution de microfinance. Lorsque la Banque de l'Ouganda accorde au Finance Trust une licence bancaire commerciale complète, Mulindwa devient la deuxième femme dans l'histoire bancaire du pays à accéder au rang de PDG d'une banque commerciale en Ouganda, derrière Edigold Monday. La nouvelle banque commerciale est lancée officiellement en janvier 2014 .